# Tes yeux noirs
Ne doit pas être confondu avec Les Yeux noirs.
Singles de Indochine
3e sexe À l'assaut (des ombres sur l'Ô) (Live)
Pistes de 3
Le Train Sauvage
Tes yeux noirs est une chanson d'Indochine extraite de l'album 3 et sortie en 1985. Le single est sorti, lui, en 1986.
Le clip a été réalisé par Serge Gainsbourg.
Tes yeux noirs est une chanson sur la séparation amoureuse et le désir de l'autre[réf. nécessaire].
Helena Noguerra apparaît dans le clip en tant que danseuse.

## Classements par pays
| Pays          | Meilleure position |
| ------------- | ------------------ |
| France (SNEP) | 8                  |